# 광서 (연호)
광서(光緖, 1875년 ~ 1908년)는 청나라 덕종(德宗) 광서제(光緖帝)의 연호이다. 34년 가량 사용하였다. 연호 후보로는 광서(光緖) 외에도 승희(承熙), 소덕(紹德), 연도(延道) 등이 있었다.

## 개원
- 동치(同治) 13년 12월 9일[1](그레고리력 1875년 1월 16일)에 연호를 광서(光緖)로 정하고, 다음 해 1월 1일[2](그레고리력 1875년 2월 6일)에 개원함.[3][4][5]

- 광서(光緖) 34년 10월 25일[6](그레고리력 1908년 11월 18일)에 연호를 선통(宣統)으로 정하고, 다음 해 1월 1일[7](그레고리력 1909년 1월 22일)에 개원함.[8][9][5]

## 연대 대조표
| 광서 | 서기(西紀) | 간지(干支) | 조선 연호                 | 일본 연호         |
| 원년 | 1875년     | 을해(乙亥) | -                         | 메이지(明治) 8년  |
| 2년  | 1876년     | 병자(丙子) | 개국(開國) 485년          | 메이지 9년        |
| 3년  | 1877년     | 정축(丁丑) | 개국 486년                | 메이지 10년       |
| 4년  | 1878년     | 무인(戊寅) | 개국 487년                | 메이지 11년       |
| 5년  | 1879년     | 기묘(己卯) | 개국 488년                | 메이지 12년       |
| 6년  | 1880년     | 경진(庚辰) | 개국 489년                | 메이지 13년       |
| 7년  | 1881년     | 신사(辛巳) | 개국 490년                | 메이지 14년       |
| 8년  | 1882년     | 임오(壬午) | 개국 491년                | 메이지 15년       |
| 9년  | 1883년     | 계미(癸未) | 개국 492년                | 메이지 16년       |
| 10년 | 1884년     | 갑신(甲申) | 개국 493년                | 메이지 17년       |
| 광서 | 서기(西紀) | 간지(干支) | 조선 연호                 | 일본 연호         |
| 11년 | 1885년     | 을유(乙酉) | 개국(開國) 494년          | 메이지(明治) 18년 |
| 12년 | 1886년     | 병술(丙戌) | 개국 495년                | 메이지 19년       |
| 13년 | 1887년     | 정해(丁亥) | 개국 496년                | 메이지 20년       |
| 14년 | 1888년     | 무자(戊子) | 개국 497년                | 메이지 21년       |
| 15년 | 1889년     | 기축(己丑) | 개국 498년                | 메이지 22년       |
| 16년 | 1890년     | 경인(庚寅) | 개국 499년                | 메이지 23년       |
| 17년 | 1891년     | 신묘(辛卯) | 개국 500년                | 메이지 24년       |
| 18년 | 1892년     | 임진(壬辰) | 개국 501년                | 메이지 25년       |
| 19년 | 1893년     | 계사(癸巳) | 개국 502년                | 메이지 26년       |
| 20년 | 1894년     | 갑오(甲午) | 개국(開國) 503년          | 메이지 27년       |
| 광서 | 서기(西紀) | 간지(干支) | 조선 연호 대한제국 연호   | 일본 연호         |
| 21년 | 1895년     | 을미(乙未) | 개국(開國) 504년          | 메이지(明治) 28년 |
| 22년 | 1896년     | 병신(丙申) | 건양(建陽) 원년           | 메이지 29년       |
| 23년 | 1897년     | 정유(丁酉) | 건양 2년 광무(光武) 원년  | 메이지 30년       |
| 24년 | 1898년     | 무술(戊戌) | 광무 2년                  | 메이지 31년       |
| 25년 | 1899년     | 기해(己亥) | 광무 3년                  | 메이지 32년       |
| 26년 | 1900년     | 경자(庚子) | 광무 4년                  | 메이지 33년       |
| 27년 | 1901년     | 신축(辛丑) | 광무 5년                  | 메이지 34년       |
| 28년 | 1902년     | 임인(壬寅) | 광무 6년                  | 메이지 35년       |
| 29년 | 1903년     | 계묘(癸卯) | 광무 7년                  | 메이지 36년       |
| 30년 | 1904년     | 갑진(甲辰) | 광무 8년                  | 메이지 37년       |
| 광서 | 서기(西紀) | 간지(干支) | 대한제국 연호             | 일본 연호         |
| 31년 | 1905년     | 을사(乙巳) | 광무(光武) 9년            | 메이지(明治) 38년 |
| 32년 | 1906년     | 병오(丙午) | 광무 10년                 | 메이지 39년       |
| 33년 | 1907년     | 정미(丁未) | 광무 11년 융희(隆熙) 원년 | 메이지 40년       |
| 34년 | 1908년     | 무신(戊申) | 융희 2년                  | 메이지 41년       |

## 동시대 연호

### 한국
조선(朝鮮)
- 개국(開國) (1894년 ~ 1895년)
- 건양(建陽) (1896년 ~ 1897년)

대한제국(大韓帝國)
- 광무(光武) (1897년 ~ 1907년)
- 융희(隆熙) (1907년 ~ 1910년)

### 중국
기타(대만)
- 대만민주국(臺灣民主國) 영청(永清) (1895년)
- 철국산(鐵國山) 천운(天運) (1896년)
- 대정 정권(大靖政權) 대정(大靖) (1897년 ~ 1899년)

기타(중국 대륙)
- 홍전복(洪全福) 대명국(大明國) (1902년)
- 공준태(龔春台) 한덕(漢德) (1906년)

### 베트남
- 뜨득(嗣德) (1848년 ~ 1883년)
- 끼엔푹(建福) (1884년)
- 함응이(咸宜) (1885년)
- 동카인(同慶) (1885년 ~ 1888년)
- 타인타이(成泰) (1889년 ~ 1907년)
- 주이떤(維新) (1907년 ~ 1916년)

### 일본
- 메이지(明治) (1868년 ~ 1912년)

### 란방공화국
- 난방(蘭芳) (1777년 ~ 1884년)

## 같이 보기
- 중국의 연호 목록